# Maurya nodosa
Maurya nodosa är en insektsart som beskrevs av William D. Funkhouser 1940. Maurya nodosa ingår i släktet Maurya och familjen hornstritar. Inga underarter finns listade i Catalogue of Life.